# SN 2006gf
SN 2006gf – supernowa typu Ia odkryta 11 września 2006 roku w galaktyce A004624+0000. W momencie odkrycia miała maksymalną jasność 21,40m.